# Horváth Julianna (színművész)
Horváth Julianna (Esztergom, 1993. szeptember 21. –) magyar színésznő. 

## Életpályája
Budapesten nőtt fel. Édesapja Horváth Lajos Ottó, édesanyja Ráckevei Anna színészek. A Károlyi Mihály Gimnáziumban érettségizett. 2013-2018 között a Kaposvári Egyetem színművész szakos hallgatója volt. 2018-2019 között többször szerepelt a nyíregyházi Móricz Zsigmond Színházban. 2019-től a debreceni Csokonai Színház tagja.

## Szerepei
- A mi kis falunk (2021) – pincérnő
- Oltári történetek (2022) – Kovács Mari